# Ciudadela de Argel
La ciudadela de Argel, también conocida como Dar es-Soltane, es una imponente fortaleza situada en las alturas de la Casba de Argel que domina la bahía de Argel. Las obras de construcción de la ciudadela comenzaron en el siglo XVI por los hermanos Barbarroja, Jeireddín Barbarroja y Aruj, y se convirtió en la sede del poder político, económico y financiero de la Regencia de Argel en 1816. La ciudadela era el segundo palacio más grande del Imperio otomano, después del palacio de Topkapı de Estambul.
En 1992, la ciudadela, junto con toda la Casba de Argel, fue declarada Patrimonio de la Humanidad por la Unesco.

## Historia

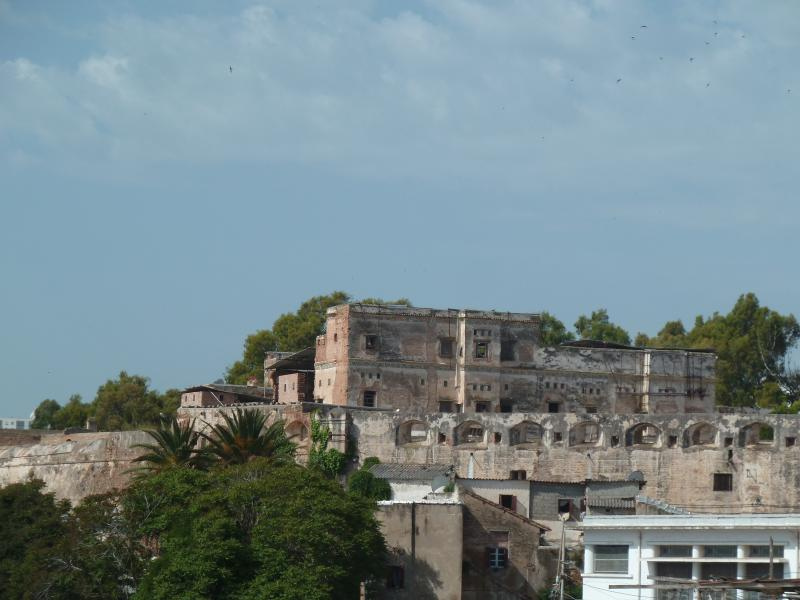
Vista de la ciudadela.

Fue por decisión de Aruj Barbarroja que se construyó la ciudadela de Argel en 1516, sobre las murallas de una antigua fortaleza, que dominaba la medina y la bahía de Argel. Las obras se terminaron totalmente en 1591. La ciudadela fue ampliada por Mustafá Pashá (dey de Argel, 1798 - 1805).
Inicialmente, la ciudadela estaba destinada a albergar la guarnición de jenízaros. Estos fueron introducidos en la Regencia de Argel tras su unión al Imperio otomano por Jeireddín Barbarroja.
La ciudadela se convirtió en la sede del poder del dey en 1817. Antes de esta fecha, el Palacio de la Jenina era el centro del poder del dey de Argel. En efecto, durante la noche del 1 de noviembre de 1817, con la complicidad de los contingentes kouloughlis y cabilios, el dey  Ali Khodja abandonó el palacio de la Jenina en la parte baja de la casba, que ofrecía pocas defensas contra los jenízaros, para trasladarse a la seguridad de la ciudadela en la parte alta de la casba.
Hussein Dey
Fue en el palacio del Dey donde tuvo lugar la escena del golpe de mano dado el 30 de abril de 1827 por Hussein Dey al cónsul francés Pierre Deval, y que sirvió de pretexto para la conquista francesa de Argelia. En efecto, el dey de Argel recibió en audiencia al cónsul del rey francés Carlos X, Pierre Deval, y, molesto por la respuesta de este sobre el tema de las deudas impagadas, le golpeó tres veces con un matamoscas. Carlos X se ofendió y exigió una disculpa. El dey se negó.

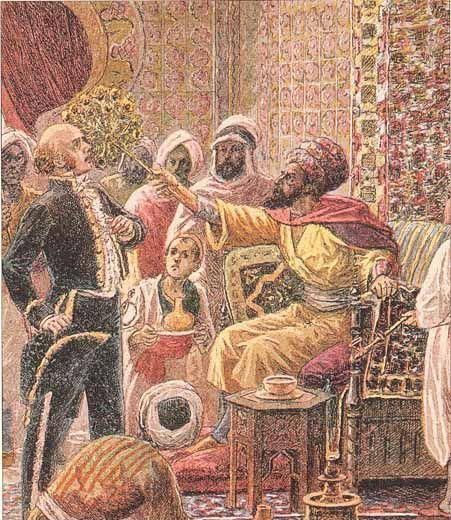
Escena del golpe de Estado entre el cónsul francés Pierre Deval y dey Hussein, preludio de la expedición a Argel de 1830.

El 5 de julio de 1830, Hussein Dey, dey de Argel, y mariscall de Bourmont, comandante de las tropas francesas durante la expedición de Argel, firman el el acuerdo de sumisión del regente de Argel, Hussein Dey, que puso fin al régimen de la regencia de Argel y prefiguró la época colonial. El 10 de julio de 1830, el dey abandonó Argel con su harén, su familia y un séquito compuesto por 118 personas, incluidas 58 mujeres. Se embarcó en la fragata Jeanne d'Arc. Tras hacer escala en Nápoles el 3 de agosto de 1830, permaneció en Livorno y luego en Génova.
Al principio de la colonización francesa, la ciudadela fue ocupada y transformada en centro militar hasta 1840, cuando ciertos sectores se transformaron en hospital militar antes de que se añadieran nuevas obras para desnaturalizar la ciudadela como cuartel.
Clasificada como monumento histórico en 1887, parte de la Ciudadela se convirtió en 1930 en un museo militar colonial, que fue saqueado por los franceses cuando Argelia se independizó en 1962.
Nada más independizarse Argelia en 1962, la ciudadela fue ocupada por casi 200 familias que vivieron allí hasta 1978, cuando fueron evacuadas y realojadas para restaurar el lugar.

## Descripción

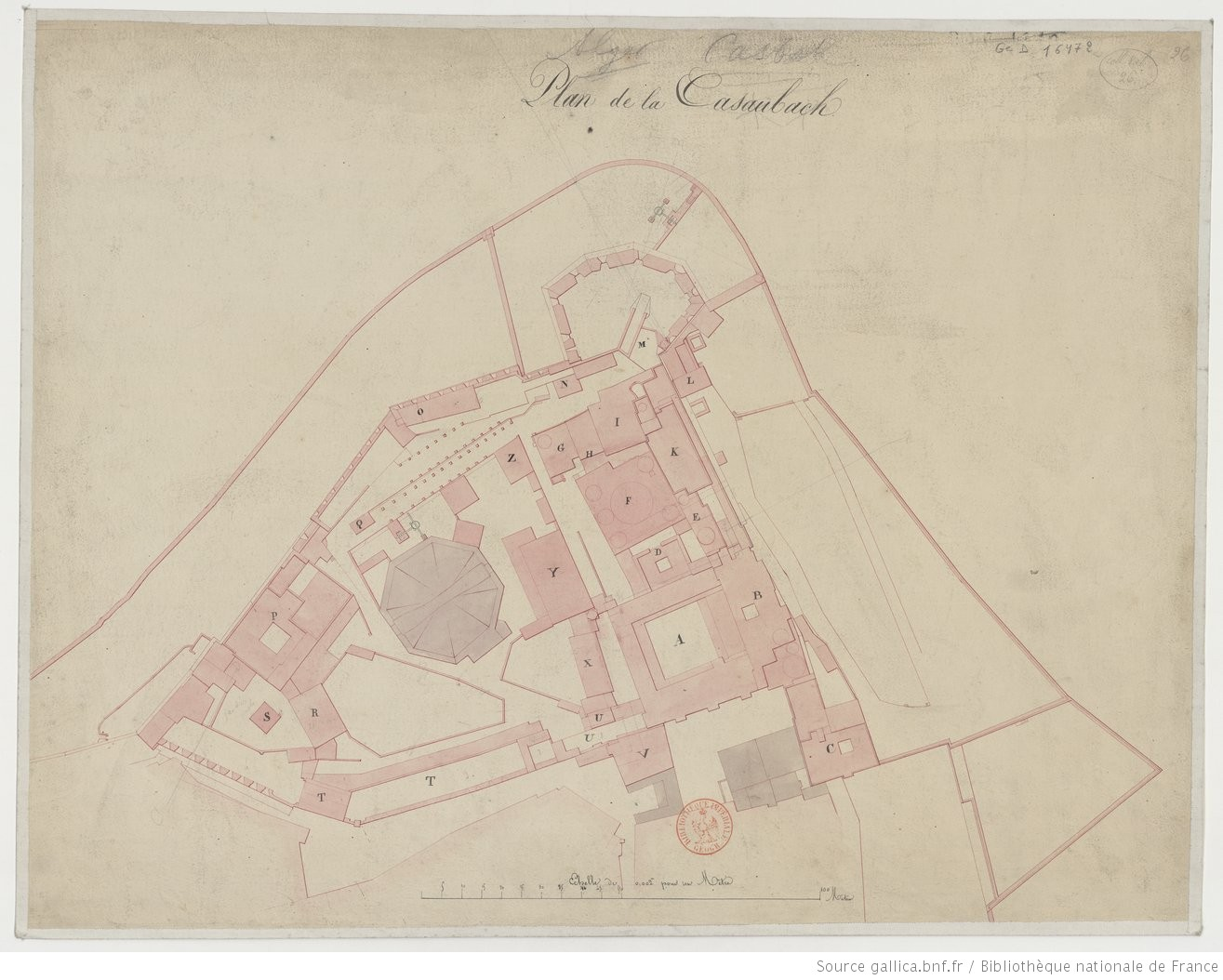
Plano de la ciudadela (1830). A-palacio del Dey; P-palacio de los Beys; F-mezquita del Dey; Y-mezquita de los jenízaros; I, K -Harem.

La ciudadela ocupa 9000 m2 de los cuales 7500 m2 es superficie edificada. Tiene:
- El palacio del dey 4195 m2 ;
- El diwan (sala de reuniones);
- Un palacio destinado a los beys de Constantina, Orán y Medea, vasallos del dey;
- Dos mezquitas, una para el dey y otra para los jenízaros;
- El barrio de los jenízaros;
- El polvorín, establecimiento militar destinado a la fabricación de nitrato de potasio, salitre y pólvora negra para los cañones;
- Restos de casamatas y un antiguo jardín con árboles exóticos, plantas apreciadas y un aviario de aves raras;
- Bastiones y murallas;
- Un harén (ala reservada a las mujeres);
- Un pabellón de verano;
- Los baños del Agha;
- Un jardín de verano;
- Un jardín de invierno;
- El parque de los avestruces.

## Trabajos de restauración
Los primeros estudios de restauración de la Ciudadela de Argel fueron realizados entre 1979 y 1986 por la consultora polaca PKZ, especializada en la evaluación y restauración de monumentos históricos.
En 2002, un estudio de arquitectura argelino llamado 3 Dimensions Algérie recibió el encargo de inspeccionar las obras realizadas por los contratistas en el sector de los jenízaros, la antigua mezquita y las baterías 3 y 4, de acuerdo con el estudio elaborado por la oficina de proyectos PKZ.

En 2005, el Ministère de la Culture et des Arts recurrió de nuevo a la consultoría polaca para hacerse cargo del palacio y la mezquita del dey. Se designaron cinco consultorías para controlar y supervisar las obras de renovación. Las obras de restauración no comenzaron hasta 2011.
En 2020, la Office de Gestion et d'Exploitation des Biens Culturels (OGEBC) informó de que se había completado el 60% de las obras. La ciudadela se abrió parcialmente al público ese mismo año, permitiendo a los visitantes recorrer las secciones restauradas, a saber, el barrio de los jenízaros, el baño de los jenízaros y el bastión 5.
Algunas fotos de antes de que se restaurara el lugar:

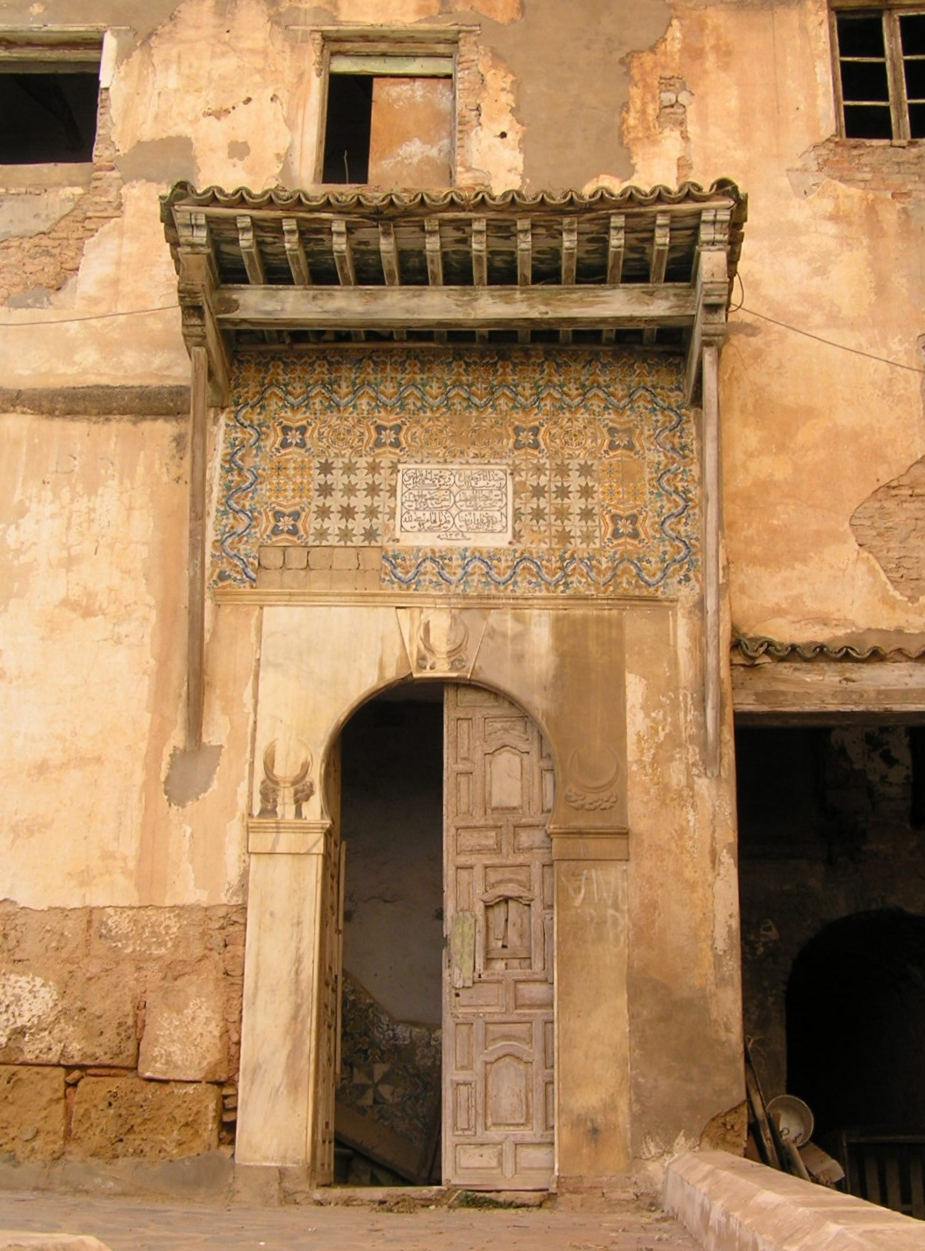
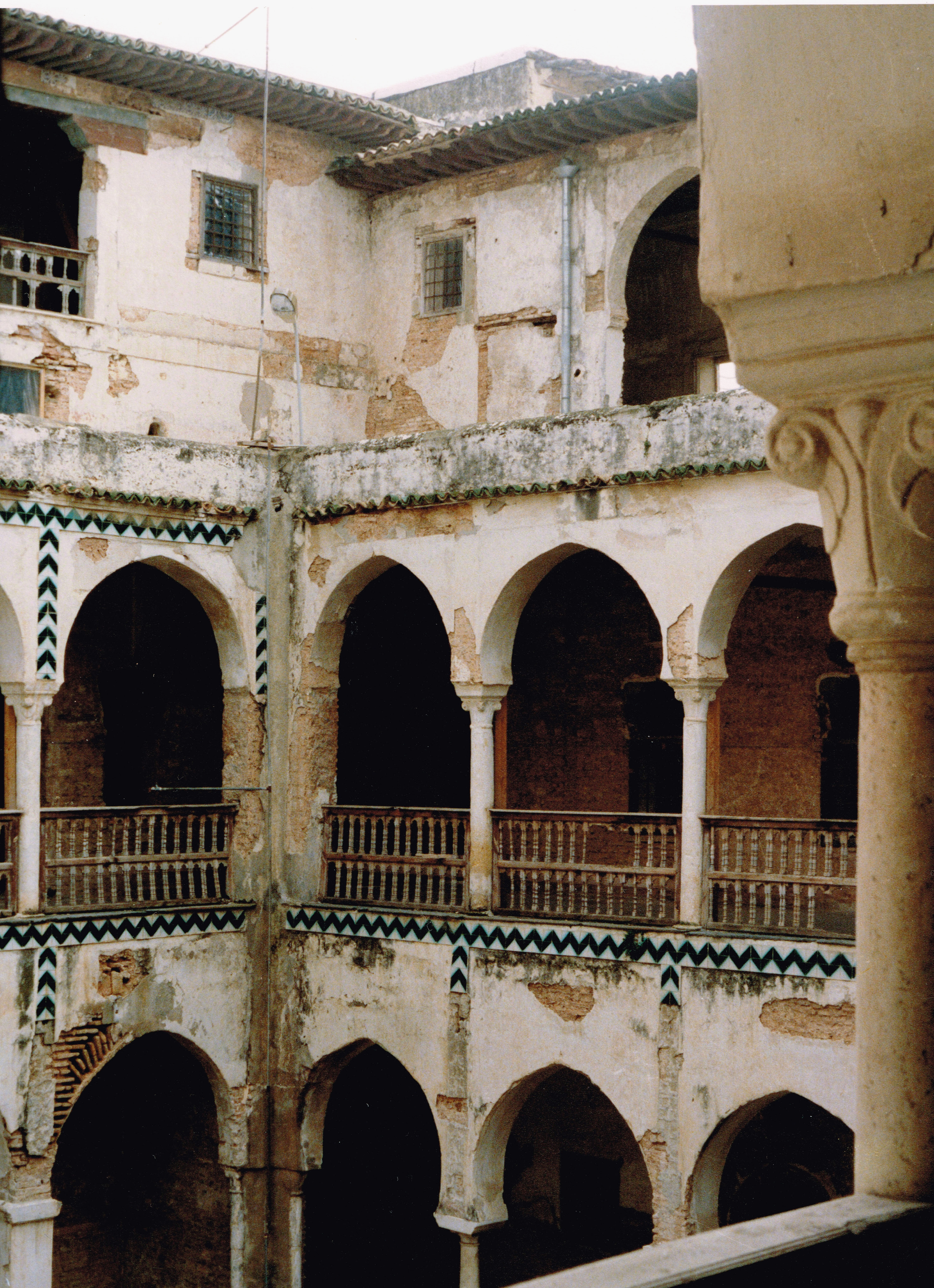
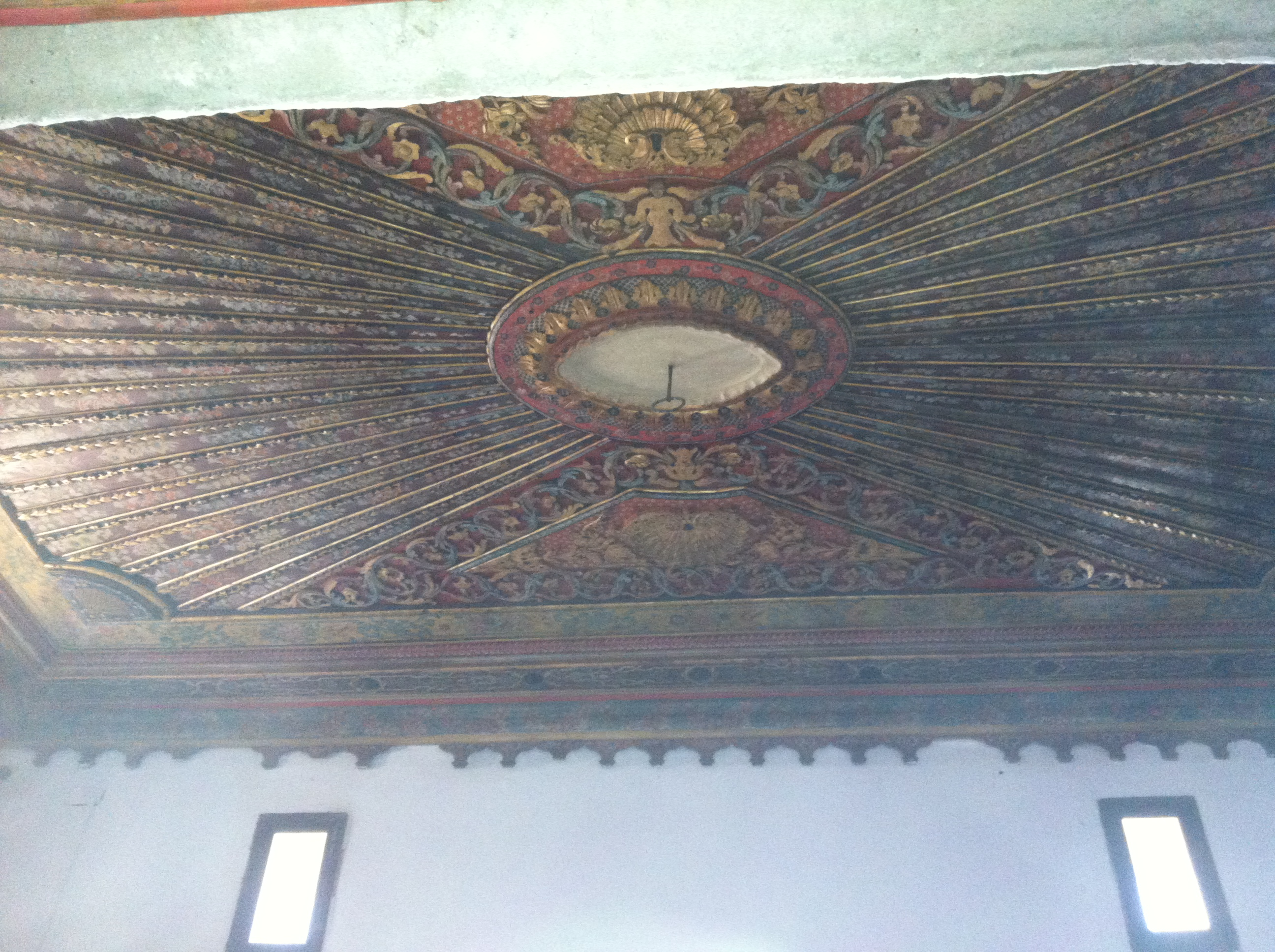
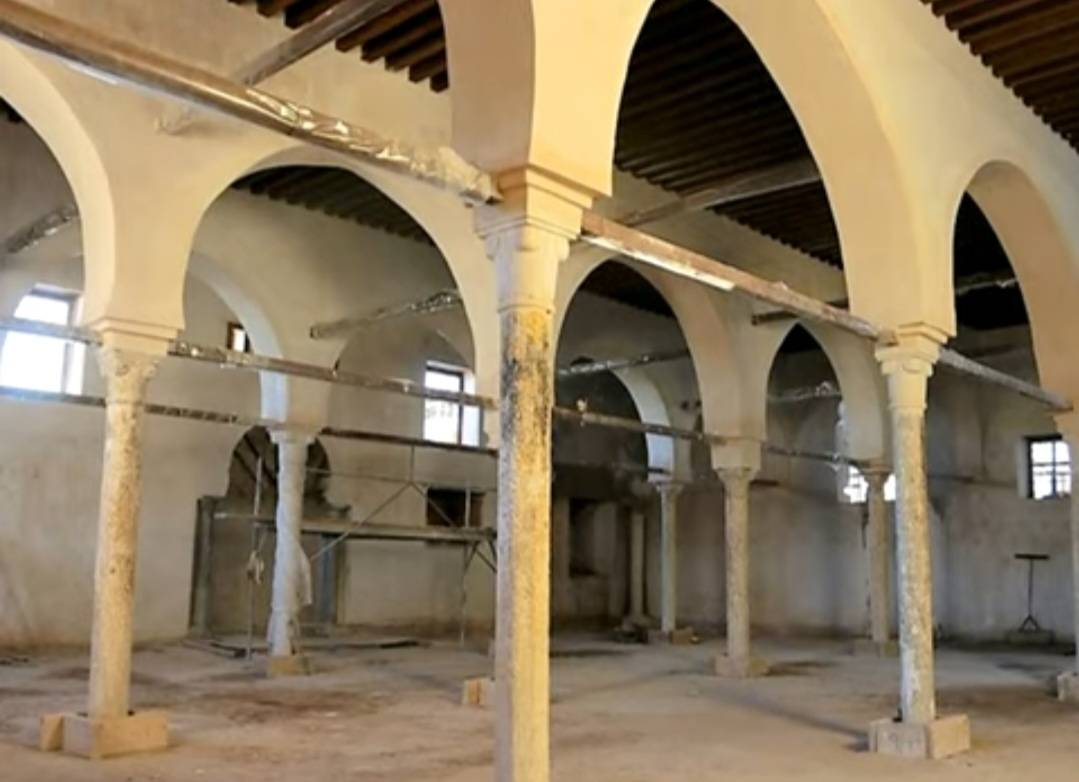
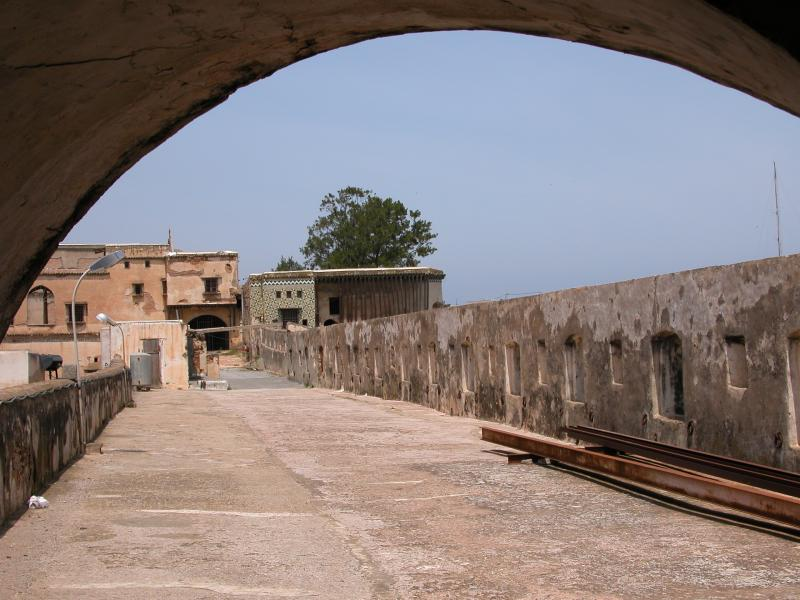
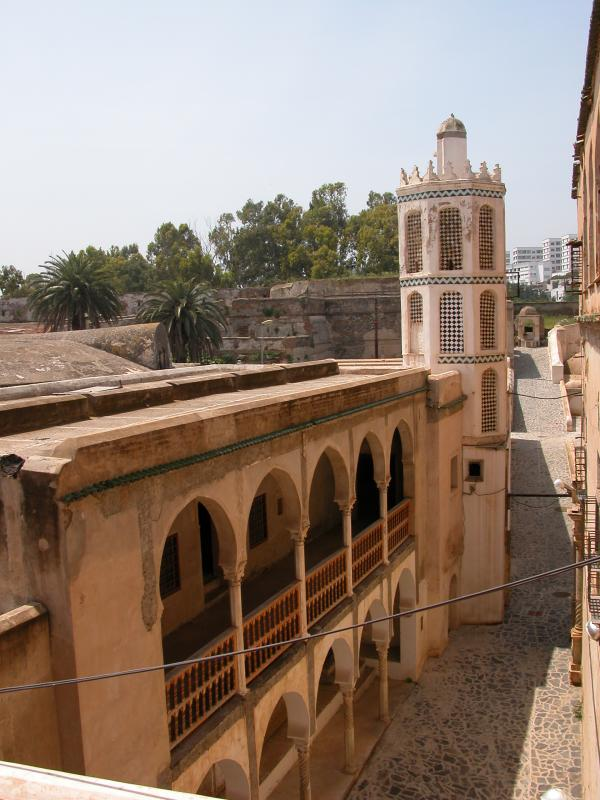
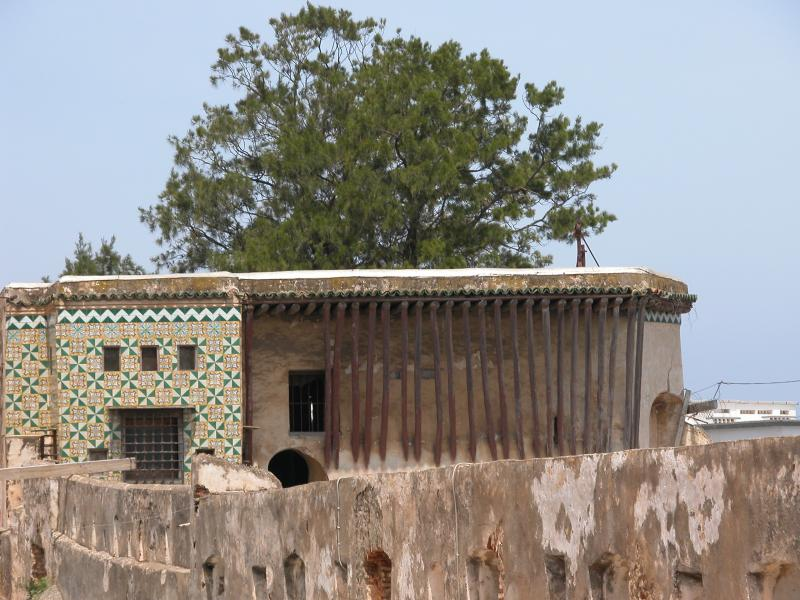
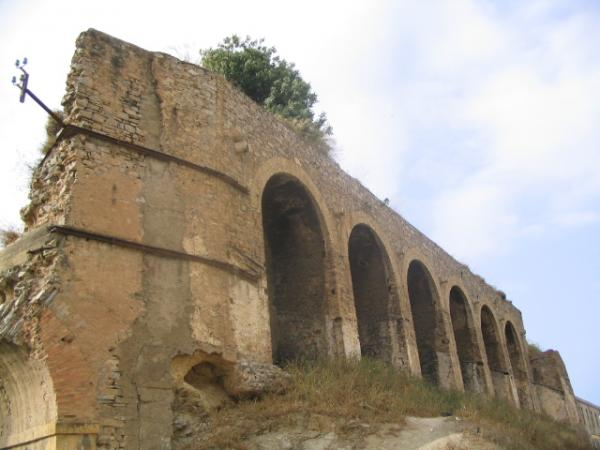

## Galería
Algunas fotos después de la restauración del sitio:

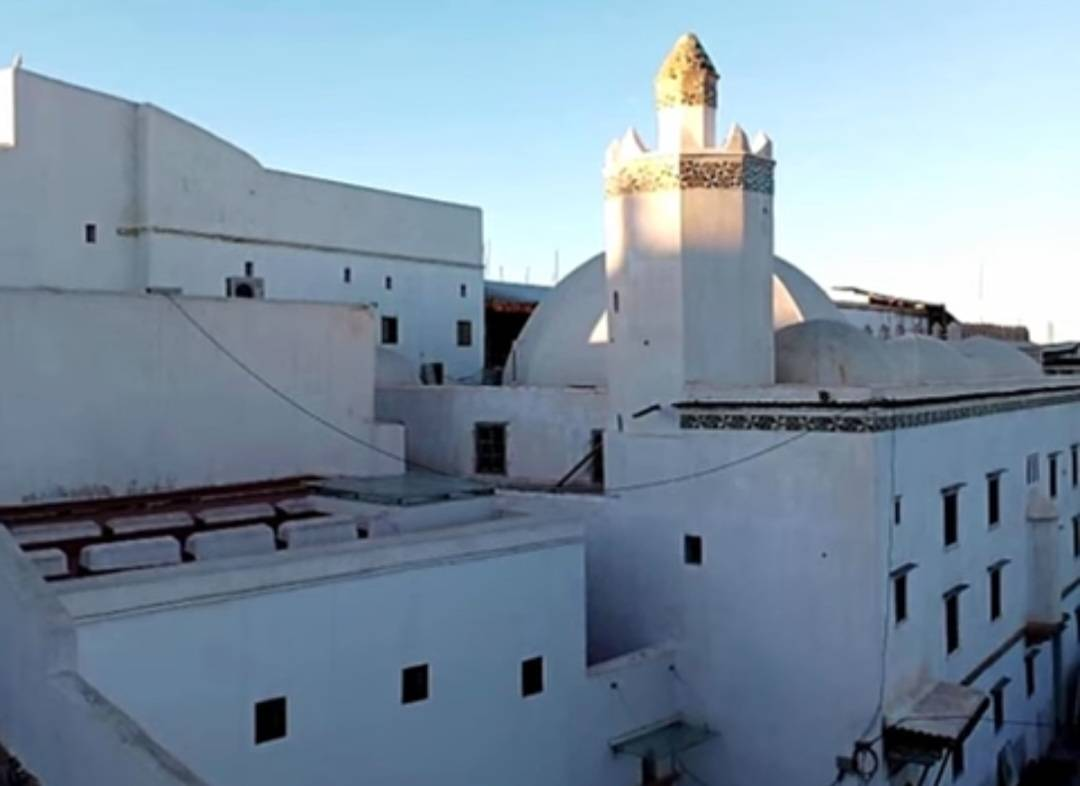
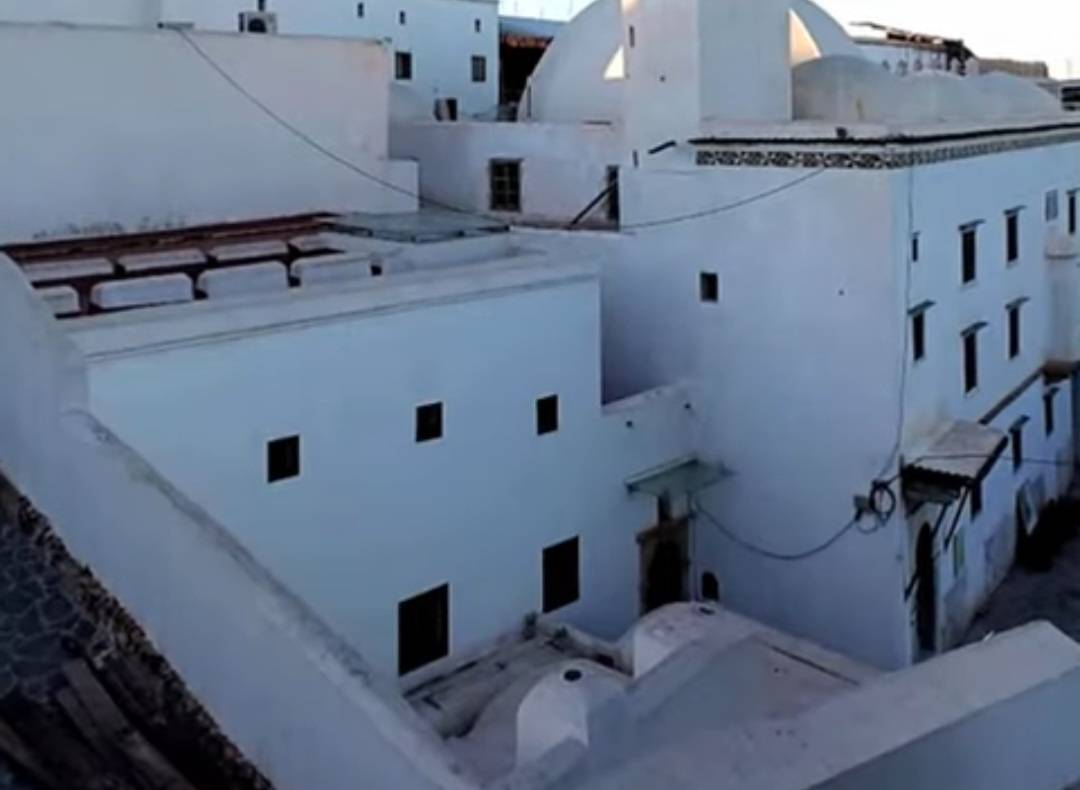
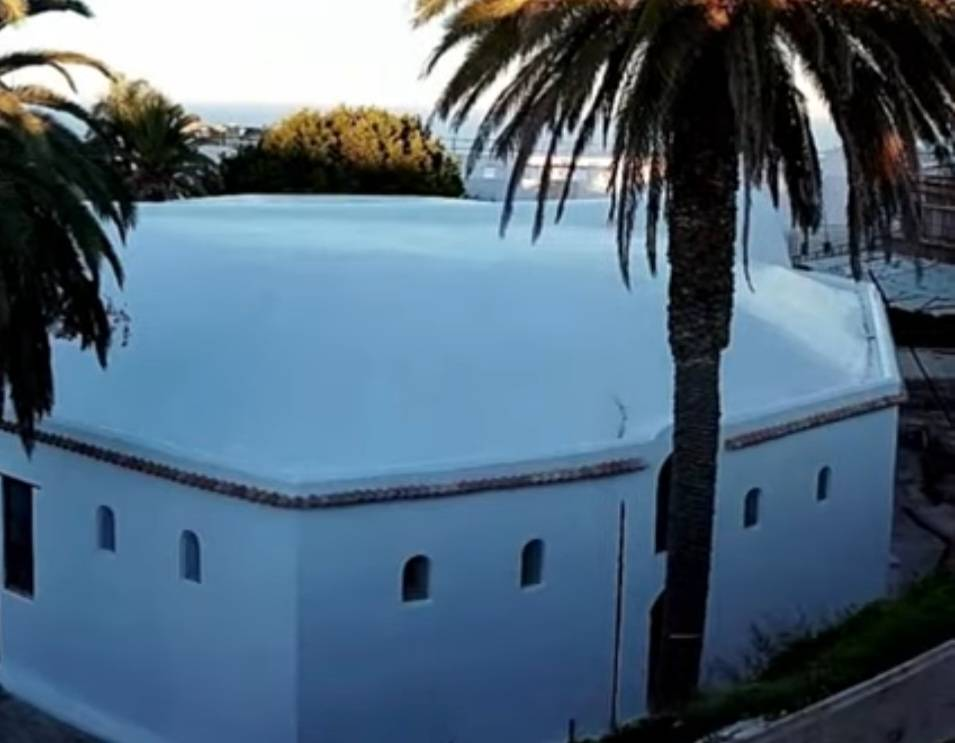
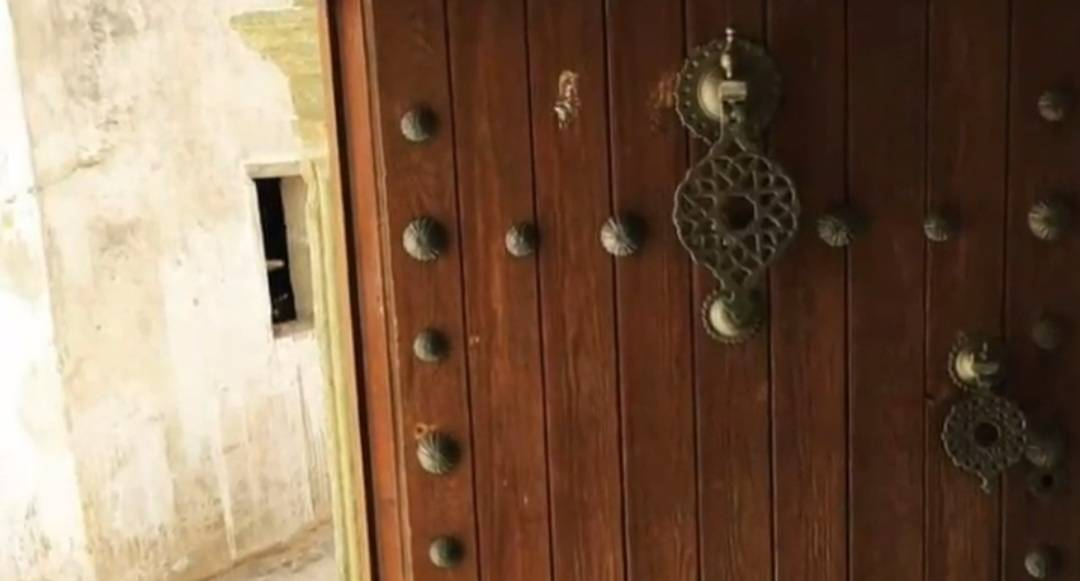
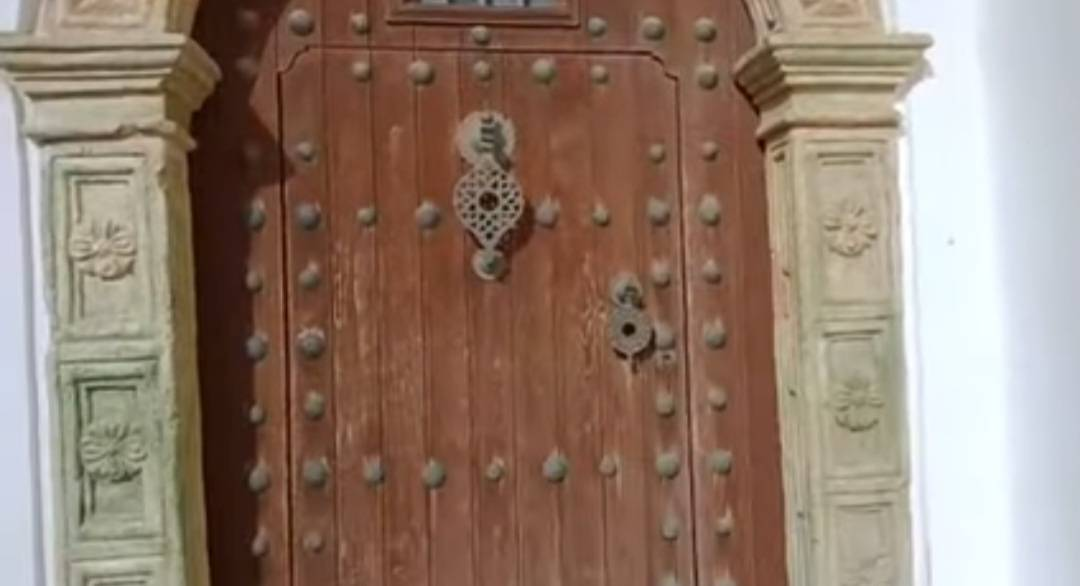
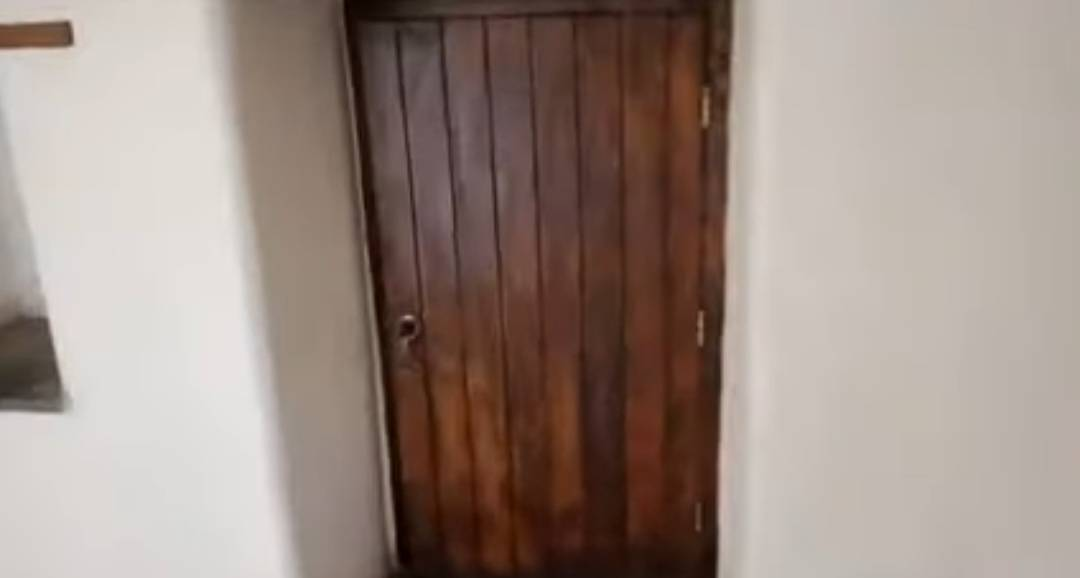
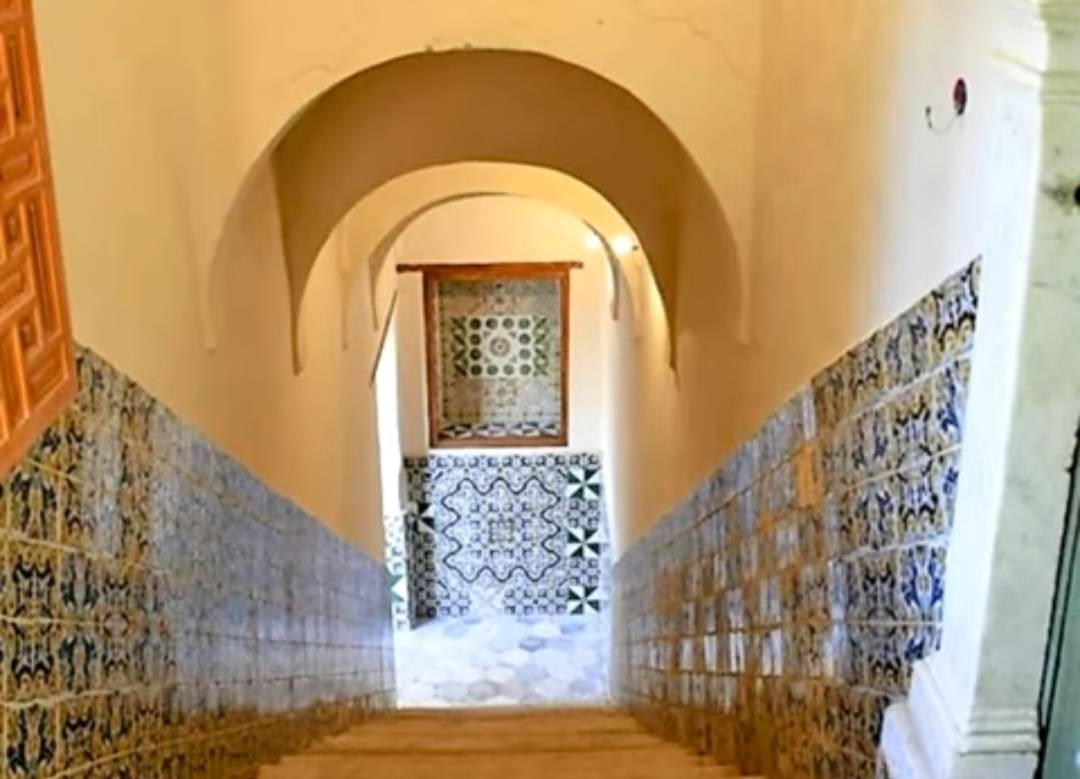
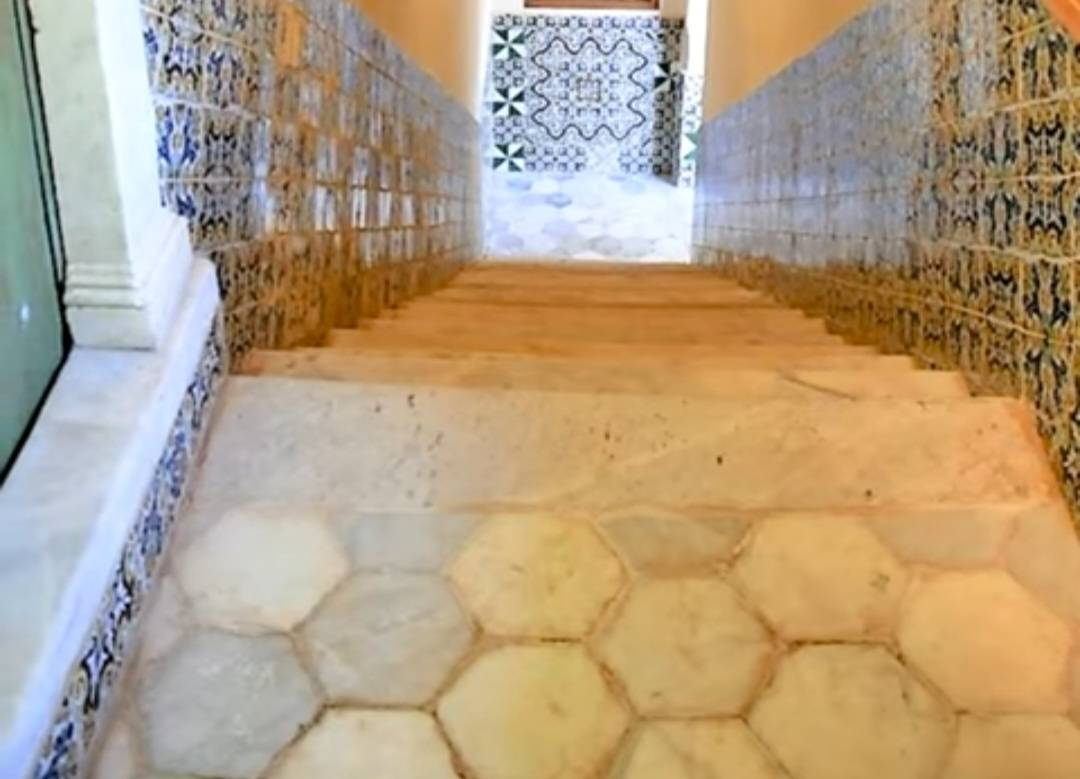
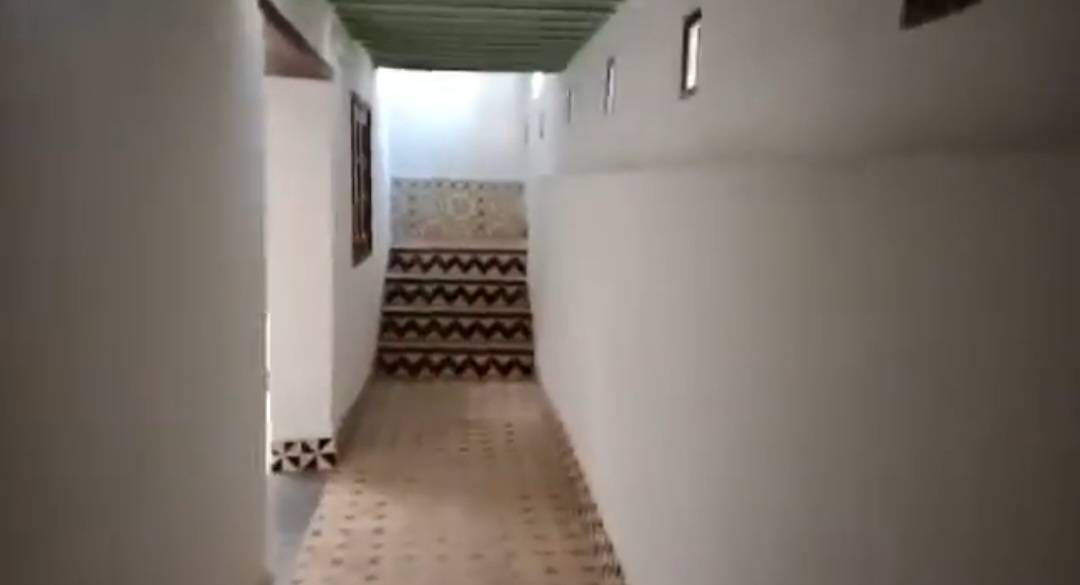
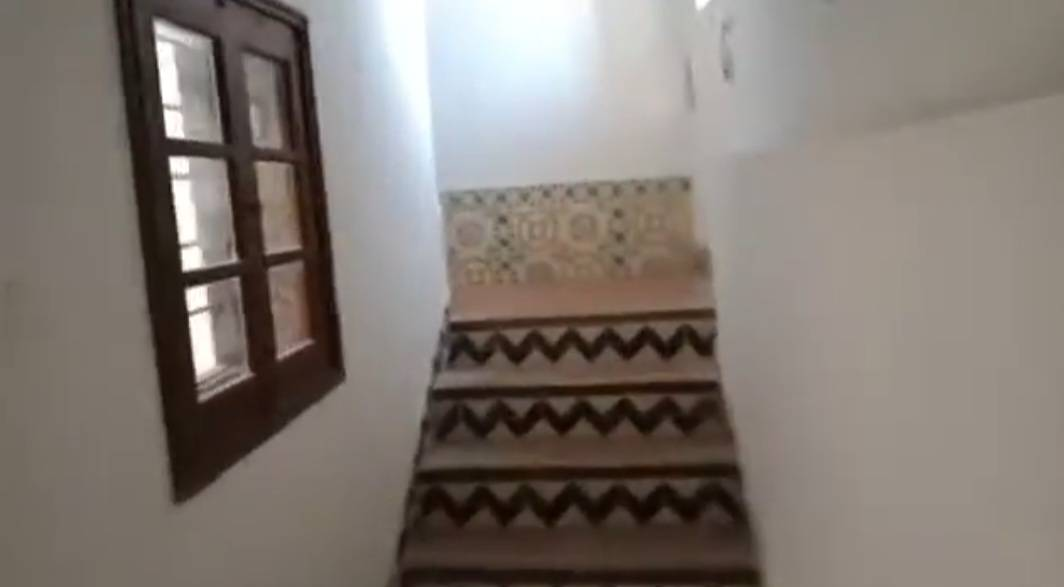
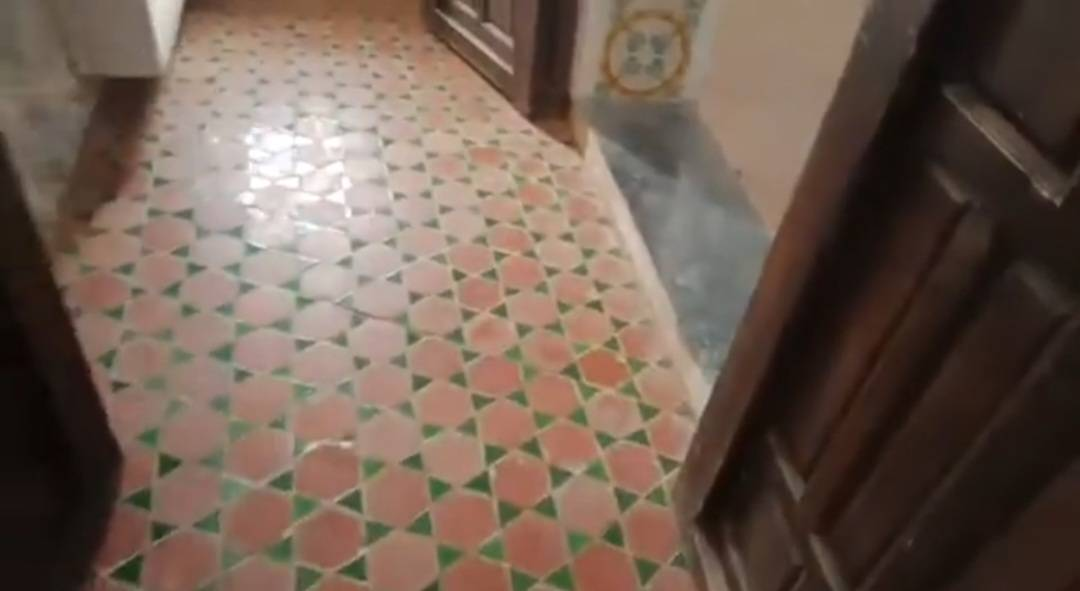
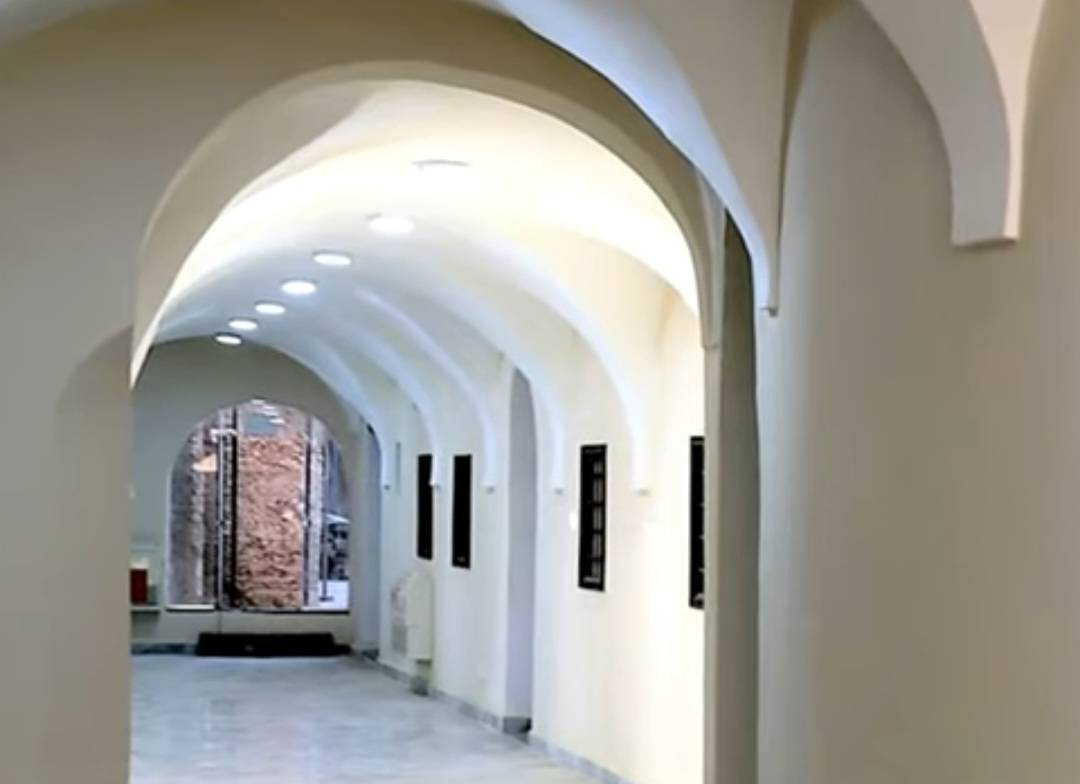